# Spurgeon (Indiana)
Pour les articles homonymes, voir Spurgeon.
Spurgeon est une municipalité située dans le comté de Pike, dans l’État de l'Indiana, aux États-Unis. Lors du recensement de 2020, elle comptait 172 habitants.